# Алектрион
Алектрион (грч. ἀλεκτρυών) је у грчкој митологији био слуга бога рата Ареса.

## Митологија
Док је Ареј проводио блудне ноћи са својом љубавницом, а Хефестовом женом, Афродитом, испред врата му је стражарио и обавештавао га о освиту новог дана Алектрион. Међутим, једног дана се Алектрион успавао, а бог сунца Хелије је ухвато љубавнике на делу и обавестио Хефеста о Афродитином неверству.
Због немарности, Ареј је Алектриона претворио у петла (што је и изворно значење имена Алектрион), тако да би могао занавек бити будан у освиту новог дана.